# Kazimierz Worch
Kazimierz Worch (ur. 23 lutego 1892 w Żyrardowie, zm. 8 lutego 1935 tamże) – polski śpiewak operowy, baryton.
Urodził się jako jedno z kilkorga dzieci żyrardowskiego robotnika. Do momentu rozpoczęcia nauki śpiewu pracował jako fryzjer.Debiut Kazimierza przypadł na 15 grudnia 1917 roku w warszawskim Teatrze Nowości, gdzie pracował do lipca 1919 roku. Z Teatru Nowości przeniósł się do „Czarnego Kota”, aby po kolejnych dwóch latach dostać angaż w Teatrze Nowym, tym samym gdzie występował Julian Tuwim. Znając charakter kontraktowej pracy ówczesnych artystów widać to jak na dłoni w przebiegu kariery Worcha, tę charakterystykę w dążeniu do coraz to większej doskonałości, co przekładało się na coraz to atrakcyjniejsze angaże. Często wówczas przemierzał wraz z zespołem Polskę wzdłuż i wszerz z humorystyczno-operowymi występami. W latach dwudziestych koncertował w Stanach Zjednoczonych. Jego partnerką była wówczas m.in. Ada Sari.
Po powrocie do kraju występował m.in. na deskach Opery Lwowskiej.
Jego przyjemny, barytonowy głos dał mu szansę występów w takich partiach jak Lorenty w „Manewrach jesiennych”, Juszkowa w „Hotelu Imperial”, Marcelego w „Cyganerii” oraz Fryderyka w „Lakme”, niestety trochę za niski wzrost uniemożliwiał partnerowanie primadonnom zwłaszcza tym wysokiego wzrostu.
Pod sam koniec nagle przerwanej kariery pracował także w teatrze operetkowym „8.30”. Zmarł śmiercią samobójczą. Jego grób znajduje się na żyrardowskim cmentarzu.